# 等离子体浸没离子注入
等离子体浸没离子注入（PIII）或脉冲等离子掺杂（脉冲PIII）是通过应用高电压脉冲直流或纯直流电源，将等离子体中的加速离子作为掺杂物注入合适的基体或置有电极的半导体晶片的靶的一种表面改性技术。电极对于正电性等离子体是阴极，对于负电性等离子体是阳极。等离子体可在设计好的真空室中以不同的等离子体源产生，如可产生最高离子密度和最低污染水平的电子回旋共振等离子体源，及氦等离子体源，电容耦合等离子体源，电感耦合等离子体源，直流辉光放电和金属蒸汽弧（对金属物质来说）。真空室可分为两种-二极式和三极式，前者电源应用于基体而后者应用于穿孔网格。

## 工作
在传统的浸没型PIII系统（也称为二极型结构）中，晶片保持负电位，正电性等离子体中的带正电荷的离子进行注入。被处理的晶片试样放置于真空室中的样品架上。样品架与高压电源相连并与器壁绝缘。通过抽气进气系统，可获得工作气体在适当压力下的气氛。.
当基体加上负偏压（几千伏）时，所产生的电压在电子等离子体的响应时间尺度ωe−1内 ( ~ l0−9 sec)将电子从基体表面排斥开。这样在基体表面就会形成缺少电子的离子阵德拜鞘层。到达离子等离子体响应时间尺度ωi−1 ( ~ 10−6 sec)后，负偏压的基体将会使离子加速。离子的移动降低了离子的密度，这使得鞘层为维持已存在的电位降，包含更多的离子，鞘层的边界扩展。等离子体鞘层将会一直扩展直到达到准稳态条件，称为柴尔德-朗缪尔限制定律；或在脉冲直流偏压的情况下高压停止。脉冲偏压优于直流偏压，因为其在存在脉冲阶段造成较小损害并在余辉阶段（也就是脉冲结束后的阶段）中和掉积累在晶片上不需要的电荷。在脉冲偏压的情况下脉冲的TON时间一般在20-40 µs，而TOFF时间在0.5-2 µs，也就是占空比为1-8%。电源的使用在500到数十万伏特的范围，气压在1-100毫托的范围。这就是浸没型PIII操作的基本原理。
在三极型结构中，一个适当的穿孔网格被放置在基体和等离子体之间，在网格上加有脉冲直流偏压。在这里，如前所述的理论同样适用，但不同之处是获得的离子从网格中轰击基体，导致了注入。从这个意义上讲，三极型的PIII离子注入是粗糙版本的离子注入，因其不含有过剩的组分如离子束流控制，束聚焦，附加的网格加速器等。

## 其他来源
C.R. Viswanathan, "Plasma induced damage," Microelectronic Engineering, Vol. 49, No. 1-2, November 1999, pp. 65–81.